# Carcere di Regina Coeli

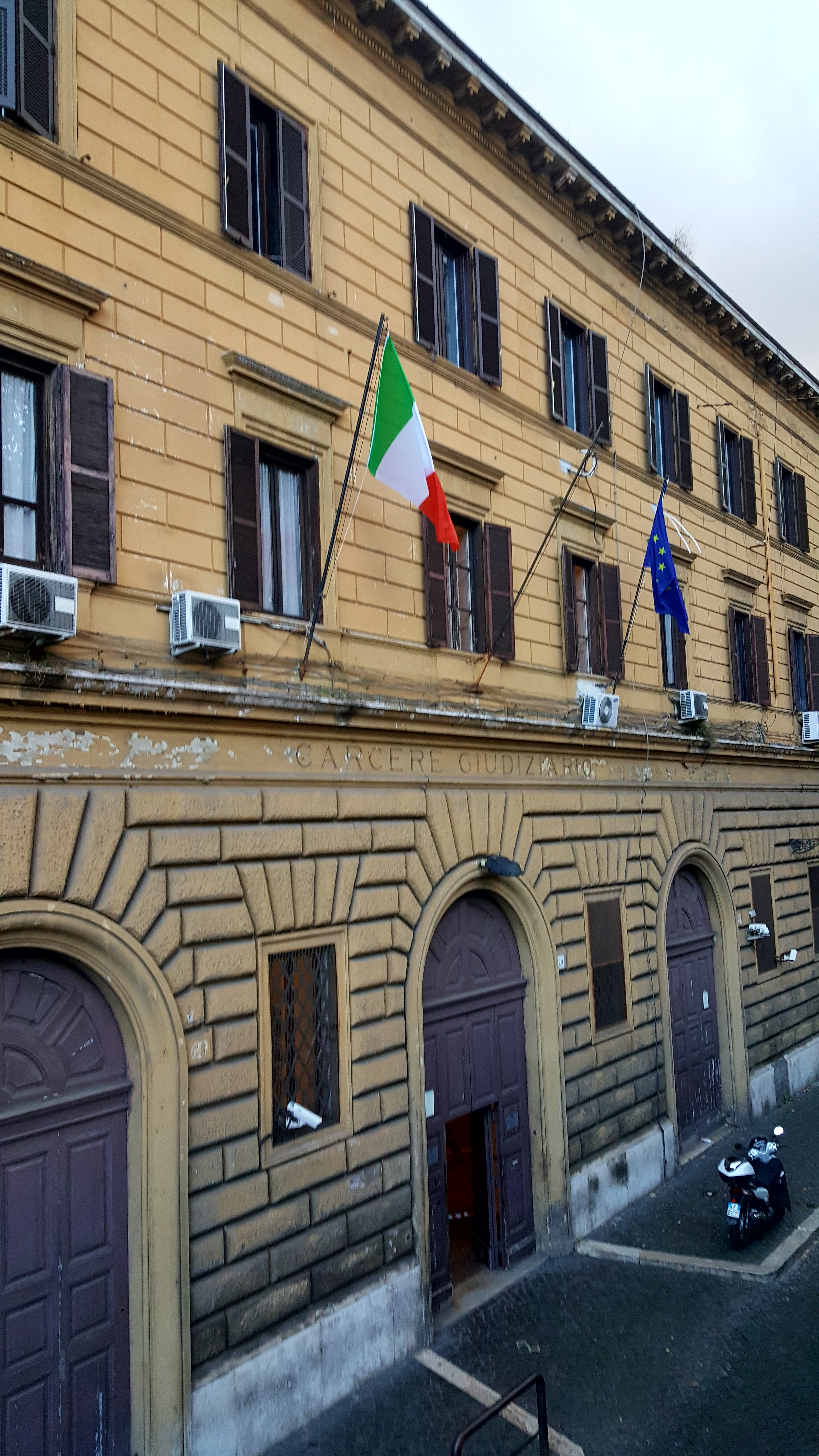
Carcere Regina Coeli a Roma, via della Lungara, 29.

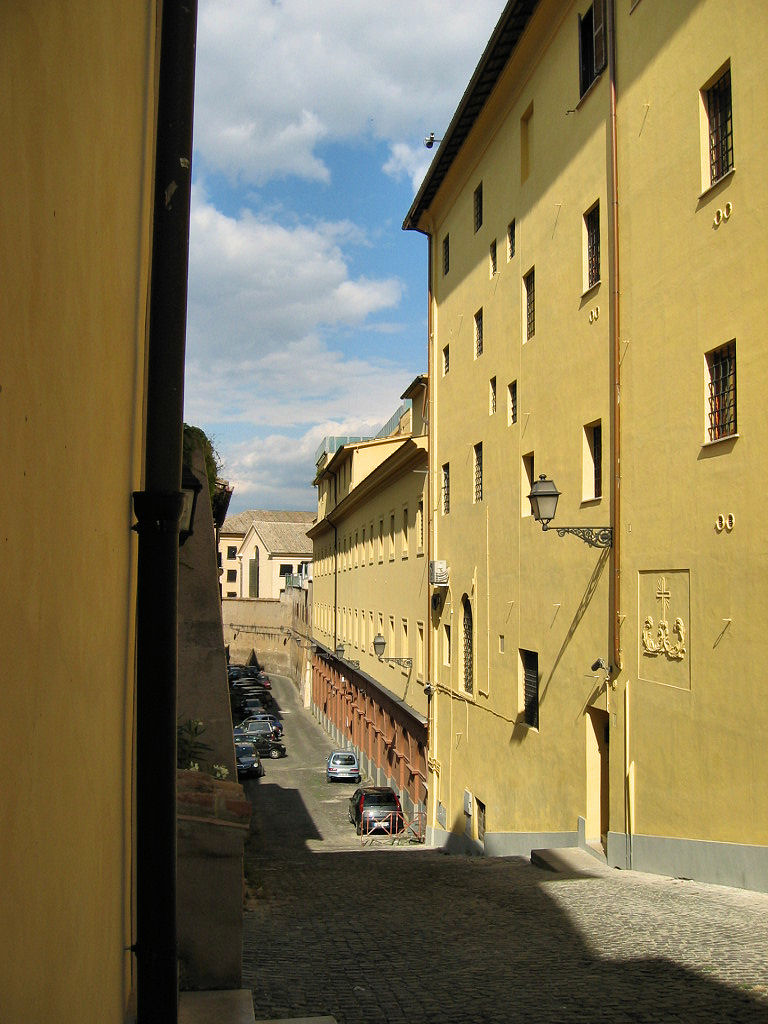
Il lato su via delle Mantellate, sede della sezione femminile.

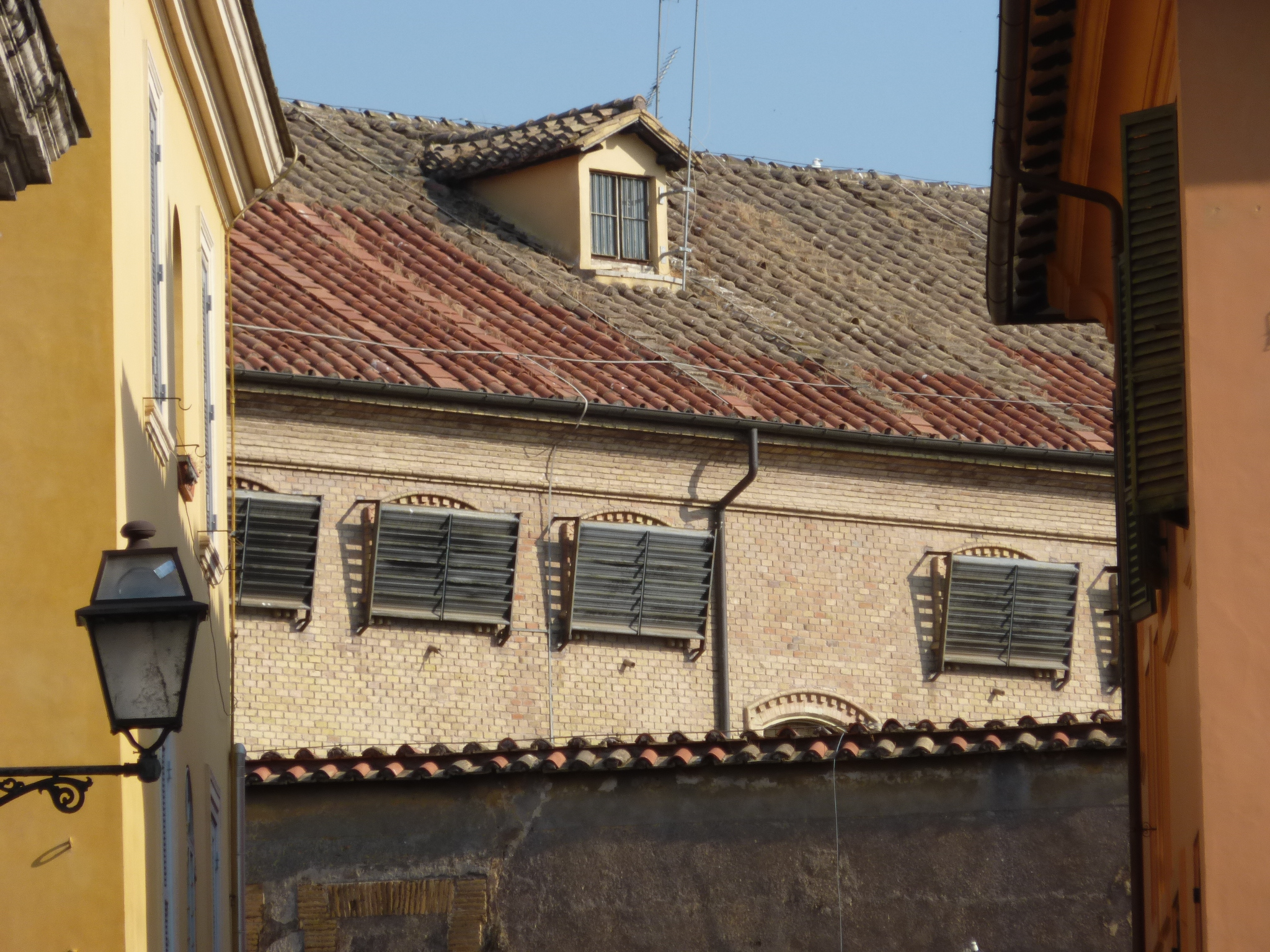
Le "bocche di lupo" (finestre che non permettono di vedere fuori).

Il carcere di Regina Coeli (Casa circondariale di Roma Regina Coeli) è il principale e più noto carcere di Roma ed è, amministrativamente, la casa circondariale della capitale italiana.
Ubicato nel rione Trastevere, al numero 29 di via della Lungara, è dislocato in un complesso edilizio risalente al 1654 già sede di convento e convertito all'uso attuale nel 1881. Recepì il nome della struttura religiosa, dedicata a Maria, Regina Coeli.

## Storia
L'edificazione del complesso ebbe inizio sotto papa Urbano VIII nel 1642, ma la morte di questi fece sospendere i lavori, che furono ripresi dal suo successore, Innocenzo X. Il monastero è un monumento agli intrecci immobiliari e dinastici delle grandi famiglie romane. Fu fondato in effetti da due sorelle Colonna: Vittoria, monaca del Carmelo, di cui divenne poi badessa, e Anna, vedova di Taddeo Barberini, a sua volta nipote di Urbano VIII. Dei papi che lo finanziarono, Urbano VIII e Innocenzo X, il primo era un Barberini e il secondo era un Pamphilj che doveva celebrare la riconciliazione con i Barberini. Dal 1810 al 1814 il convento fu confiscato in ottemperanza al decreto napoleonico che imponeva la soppressione degli ordini religiosi. Partiti i francesi tornarono le monache, ma nel 1873 le religiose carmelitane (della Congregazione di Sant'Elia) dovettero nuovamente abbandonare il convento, stavolta definitivamente, per un'analoga legge del neonato Regno d'Italia. I lavori di adattamento delle strutture furono diretti da Carlo Morgini e si completarono nel 1900.
 Sempre alla fine dell'Ottocento fu acquisito un plesso contiguo, che venne adibito a carcere femminile, popolarmente noto come Carcere delle Mantellate (anch'esso ex convento risalente allo stesso periodo, dedicato a "Santa Maria della Visitazione", che prende il nome dal lungo mantello che indossavano le suore di questo convento). Tale carcere femminile ha ispirato anche la canzone intitolata Le Mantellate, scritta da Giorgio Strehler e Fiorenzo Carpi per Ornella Vanoni ed eseguita in seguito anche da interpreti di canzoni popolari romane, tra cui Alida Chelli e Gabriella Ferri.
Nel 1902 il carcere fu eletto sede della prima scuola di polizia scientifica, che vi sarebbe rimasta sino agli anni venti, e del casellario giudiziario, oltre che essere sfruttato come ovvio serbatoio di "materiale di studio" per le nascenti discipline dell'antropologia criminale.
In epoca fascista, insieme con la struttura situata in via Tasso, ospitò oppositori politici. Durante l'occupazione tedesca di Roma, il 24 marzo 1944 da queste due prigioni fu prelevata la maggior parte degli uomini uccisi nell'eccidio delle Fosse Ardeatine. Il Carcere divenne anche uno dei principali terminali per la deportazione di ebrei e oppositori politici arrestati in città e provincia come uno dei tristemente più attivi campi di concentramento della Repubblica Sociale Italiana.
 La capienza massima tollerabile prevista è attualmente di 750 detenuti, dato numerico spesso ampiamente superato dalla popolazione detenuta effettiva. La presidente della Camera dei deputati Laura Boldrini, lo ha definito, in occasione di una sua visita il 22 luglio 2013 (1.050 detenuti presenti nel carcere), "magazzino di carne umana".

## I quattro papi
La visita di papa Giovanni XXIII, il 26 dicembre del 1958, fu un evento di particolarissima specialità. Coerente con l'impostazione innovatrice del suo pontificato, papa Roncalli si recò alla Lungara il giorno dopo l'altrettanto nota visita ai bambini dell'Ospedale pediatrico Bambino Gesù. Ai detenuti raccolti nella Rotonda (per l'occasione trasformata in cappelletta) si rivolse con semplicità e con riferimenti che destarono sensazione per lo stile non consueto per un papa.
Terminata la messa, il papa decise di visitare un braccio, simbolicamente intendendo attraversare per questo tutti i luoghi di detenzione. I reclusi avevano ricevuto l'ordine di rimanere sugli attenti a fianco alle porte delle rispettive celle, ma al passaggio del pontefice uno di essi, condannato per gravi crimini, inaspettatamente gli si gettò piangente ai piedi, chiedendogli se vi potesse essere per lui speranza di perdono. Il papa lo confortò, senza parlare stringendolo a sé.
Meno noto è che papa Roncalli era stato ordinato sacerdote nella chiesa di Santa Maria Regina Coeli (Santa Maria in Monte Santo, in prossimità di piazza del Popolo) e da taluni la scelta di effettuare la visita fu posta in relazione con questo riferimento.
In seguito il carcere fu visitato anche da papa Paolo VI nel 1964, da papa Giovanni Paolo II nel 2000 e da papa Francesco nel 2018 e nel 2025.

## Tradizioni popolari
(Detto popolare romano e motto de "Lo scalino", giornalino interno dei detenuti)

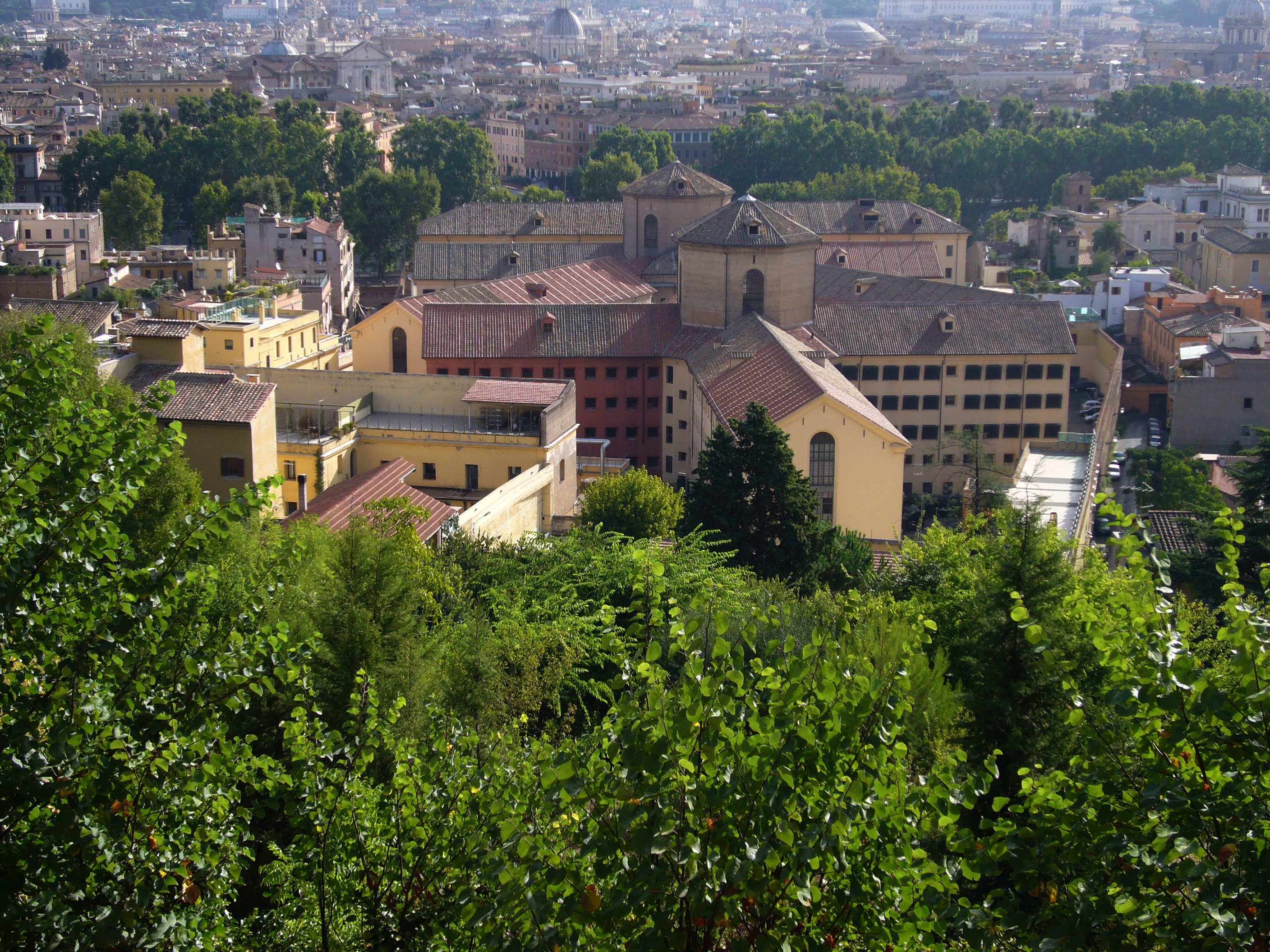
Regina Coeli dal "parlatorio" sul Gianicolo.

La particolare ubicazione del carcere, subito a ridosso del panoramico colle del Gianicolo, rende la struttura vicinissima in linea d'aria ad alcuni punti di questa altura; la balconata del faro del Gianicolo, ad esempio, dista solo qualche decina di metri dalle celle d'angolo. In ragione di ciò, e a dispetto della rigidità dei regolamenti carcerari, era consuetudine, fino a tempi assai recenti, che i familiari dei detenuti vi si riunissero per comunicare con loro gridando. Tuttora, seppur raramente, parenti e congiunti dei detenuti in tarda serata gridano verso il carcere comunicando principalmente frasi di supporto.
Per una sorta di cavalleresco rispetto, era consolidata tradizione che le forze dell'ordine non intervenissero a impedire queste comunicazioni, a condizione che lo scambio verbale riguardasse effettivamente solo le notizie importanti e di stretta urgenza (ma i detenuti politici durante il fascismo ricevettero messaggi in codice inoltrati impersonalmente). Al faro si trovavano, inoltre, persone di tonalità possente che a turno si prestavano gratuitamente a far da portavoce per conto delle donne e, più in generale, di chiunque potesse averne eventualmente bisogno; essi avevano inoltre una funzione ordinatrice del traffico delle comunicazioni da e verso il carcere. Analogamente, all'interno della struttura, le comunicazioni venivano inoltrate, in arrivo e in partenza, passando per una sola delle celle, che diveniva in pratica un centro di smistamento.
Esiste un film dove Pippo Franco, dal Gianicolo, comunicava con un parente detenuto all'interno del carcere. Inoltre anche nel film Manolesta il figlio di Quirino (Tomas Milian) comunica con il padre dal colle. Anche nel film Scuola di ladri, Amalio Siraghi, interpretato da Lino Banfi, comunica dal colle con due detenuti per raggirare un facoltoso imprenditore americano. Un altro film dove è presente tale usanza è La supertestimone (1971), in cui Monica Vitti comunica con Ugo Tognazzi.
Via della Lungara si trova a un livello di circa tre metri inferiore al piano stradale del lungotevere della Farnesina, ragion per cui, per raggiungere il carcere, bisogna scendere da un livello superiore. Per entrare nell'edificio bisogna salire tre scalini: sono quelli che, secondo la tradizione citata, danno la patente di romano soltanto a chi li ha oltrepassati.